# Geomys personatus
Espèce
Statut de conservation UICN

 LC  : Préoccupation mineure
Geomys personatus est une espèce de rongeurs de la famille des Géomyidés qui rassemble des gaufres ou rats à poche, c'est-à-dire à abajoues. C'est un petit mammifère que l'on rencontre au Tamaulipas (Mexique) et au Texas (États-Unis).
L'espèce a été décrite pour la première fois en 1889 par Frederick William True (1858-1914), un mammalogiste américain.

## Liste des sous-espèces
Selon Mammal Species of the World (version 3, 2005)  (6 nov. 2012) :
- sous-espèce Geomys personatus davisi
- sous-espèce Geomys personatus fallax
- sous-espèce Geomys personatus fuscus
- sous-espèce Geomys personatus maritimus
- sous-espèce Geomys personatus megapotamus
- sous-espèce Geomys personatus personatus
- sous-espèce Geomys personatus streckeri

Selon NCBI (6 nov. 2012) :
- sous-espèce Geomys personatus davisi
- sous-espèce Geomys personatus maritimus
- sous-espèce Geomys personatus megapotamus
- sous-espèce Geomys personatus personatus